# Distrito de Huayopata
El distrito de Huayopata es uno de los quince distritos que conforman la provincia de La Convención, ubicada en el departamento del Cusco en el Sur del Perú. Limita por el Norte, con el distrito de Maranura; por el Sur con la provincia de Urubamba; por el Este, con el distrito de Ocobamba; por el Oeste, con el distrito de Santa Teresa y el distrito de Machu Picchu (Urubamba).
Desde el punto de vista jerárquico de la Iglesia católica forma parte de la Vicariato Apostólico de Puerto Maldonado

## Historia
El Distrito de Huayopata fue creado mediante Ley de fecha 2 de enero de 1857, siendo presidente el Mariscal Ramón Castilla, estableciéndose su capital en el poblado de Huyro, originalmente el Distrito de Huayopata formaba parte de la Provincia de Urubamba, el 9 de noviembre de 1903 se regulariza su situación política, pasando a ser parte de la Provincia de La Convención.
Si bien es cierto la fecha de creación es el 2 de enero de 1857, pero por acuerdo interno y unánime de las autoridades locales y políticas del distrito en el año 1991 decidieron cambiar al 19 de junio, fecha en la cual se celebra su aniversario de creación política, la actual capital se ubica en el poblado de Huyro; la historia indica que durante los años de 1971 fueron arrasadas las viviendas ubicadas en el poblado denominado Huyro antiguo, el cual fue establecido por los hacendados de ese entonces, por lo que solicitó la adjudicación de las tierras a la Cooperativa Agraria de Producción Huyro LTDA. N.º 33, en las que actualmente se encuentra ubicada el poblado de Huyro.
Mediante el artículo 4º de la Ley 13620 del 15 de noviembre de 1960, se traslada la capital del distrito de Huayopata al poblado de Ipal, ley que sigue vigente a la fecha.

## Geografía
El distrito de Huayopata se ubica al Sur Este de la provincia de la Convención, siendo este distrito, la puerta de entrada a la majestuosa provincia de la Convención, que representa el 42% del territorio de la región Cusco.
Huayopata se caracteriza por presentar diversos pisos ecológicos con microclimas que favorecen el desarrollo de la agricultura diversificada, es así, que el Distrito de Huayopata se ha convertido en el primer productor del Té en el mercado nacional, con una calidad reconocida a nivel internacional.
Su capital el poblado de Huyrol ubicado a 1524 m s. n. m.
Tiene tres centros urbanos Huayopata Rodeo, Huyro y Amaybamba y 81 centros poblados rurales entre pueblos caseríos, anexos y unidades agropecuarias.
El Distrito de Huayopata cuenta con ocho zonas de vida, cada una con sus respectivas características climatológicas, siendo este un factor potencial para la diversificación agropecuaria, desde cultivos tropicales (frutales, café té, coca, etc.) hasta cultivos alto andinos.

## Agricultura

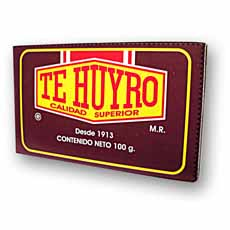
Té Huyro®, marca originaria de Huayopata y consumida en todo el país.

El distrito de Huayopata es uno de los mayores productores de té en el Perú. Dicha producción se realiza en forma tradicional, es decir, utilizando sólo métodos manuales de cosecha, seleccionando especialmente las hojas más frescas y tiernas; que luego del procesamiento se obtiene el famoso Té Huyro de alta calidad muy apreciado en el mercado Nacional e Internacional.

## Autoridades

### Municipales
- 2015-2018[3]
  - Alcalde: Guido C. Figueroa Ramos-   Gestión: 2023-2026
  - Alcalde: Richard Guzmán Torres
  - Alcalde: Marcial Álvarez Miranda
- 2007-2010
  - Alcalde: Juan Carlos Enciso Sotomayor.
- 2003-2006
  - Alcalde: Braulio Chacón Silva.

### Policiales
- Comisario: ALFZ CARLOS MAURICIO BALDEON RUIZ

### Religiosas
- Vicariato apostólico de Puerto Maldonado
  - Vicario apostólico: David Martínez de Aguirre Guinea, O.P. (2014 - )
- Parroquia
  - Párroco: Pbro.

## Festividades
- Santísima Cruz, 3 de mayo
- Aniversario del distrito, 19 de junio
- Virgen del Carmen, 16 de julio
- Virgen Asunta, 15 de agosto.
- Pentecostés (sicre)

## Patrimonio

### Huayopata Rodeo
Huayopata Rodeo es uno de los lugares más reconocidos del distrito por la producción del Café

### Huamanmarca
Ubicada al sur este, y a 11 kilómetros de Huyro, donde se puede apreciar la maravilla de la herencia inka al pie de la carretera entre Cusco y Quillabamba, se encuentra a 1,889 m s. n. m.

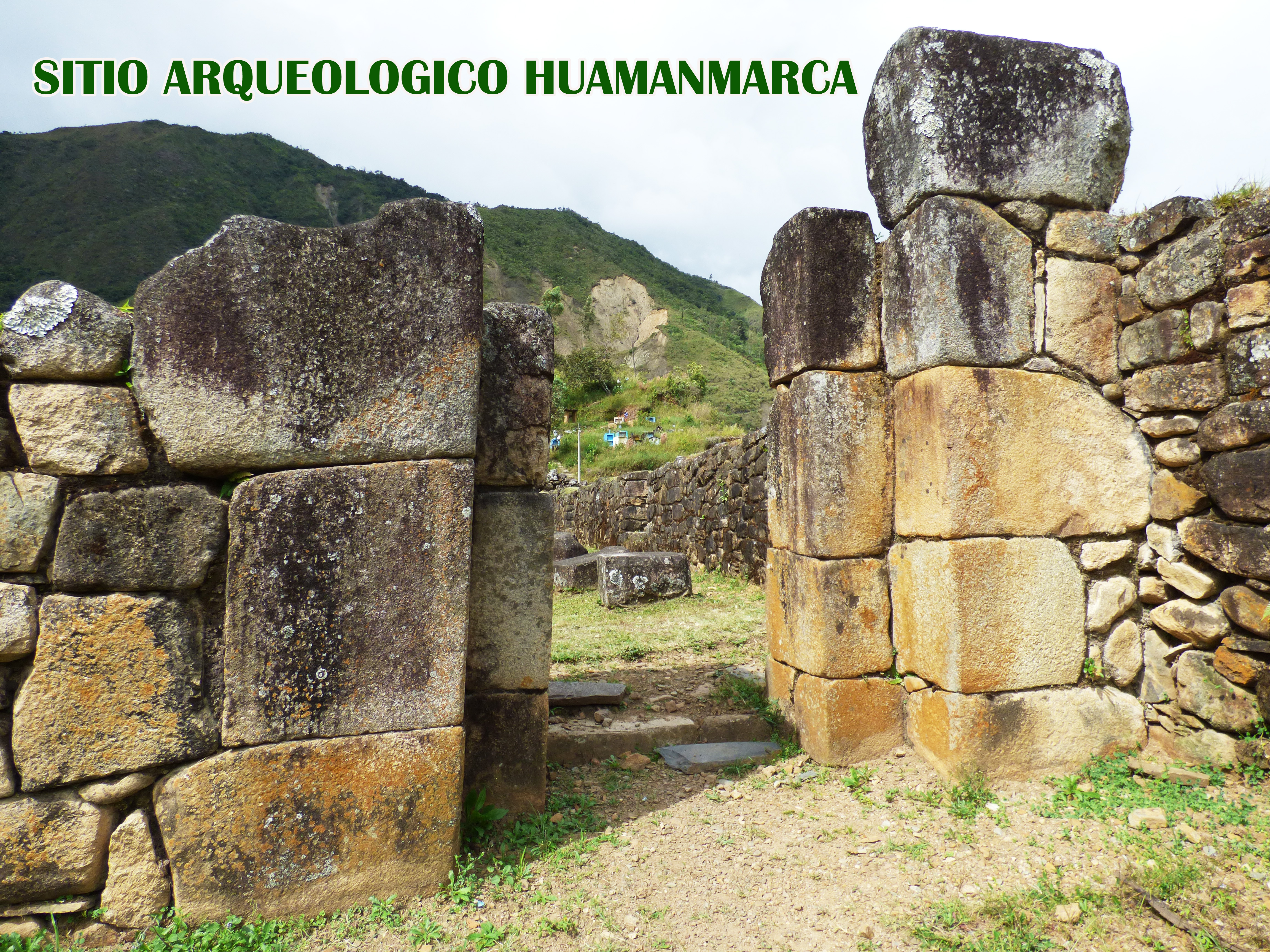
Sitio Arqueológico de Huamanmarca

### Inkatambo
Ubicada al sur oeste de Lucma a 4 horas de trecking por el abra de Punkuyoc, primeramente se observan torreones, el conjunto tiene fino acabado con piedra pulida, por sus características los lugareños afirman que fueron cárceles, monumento de arquitectura inca. este escenario cada mes de junio, se realiza un festival folklórico.
Al sureste y a 18 kilómetros de Huyro, se encuentra a 2 127 m s. n. m. El material utilizado para la construcción fueron las lajas que también se asemejan a la de la cultura Chachapoyas.

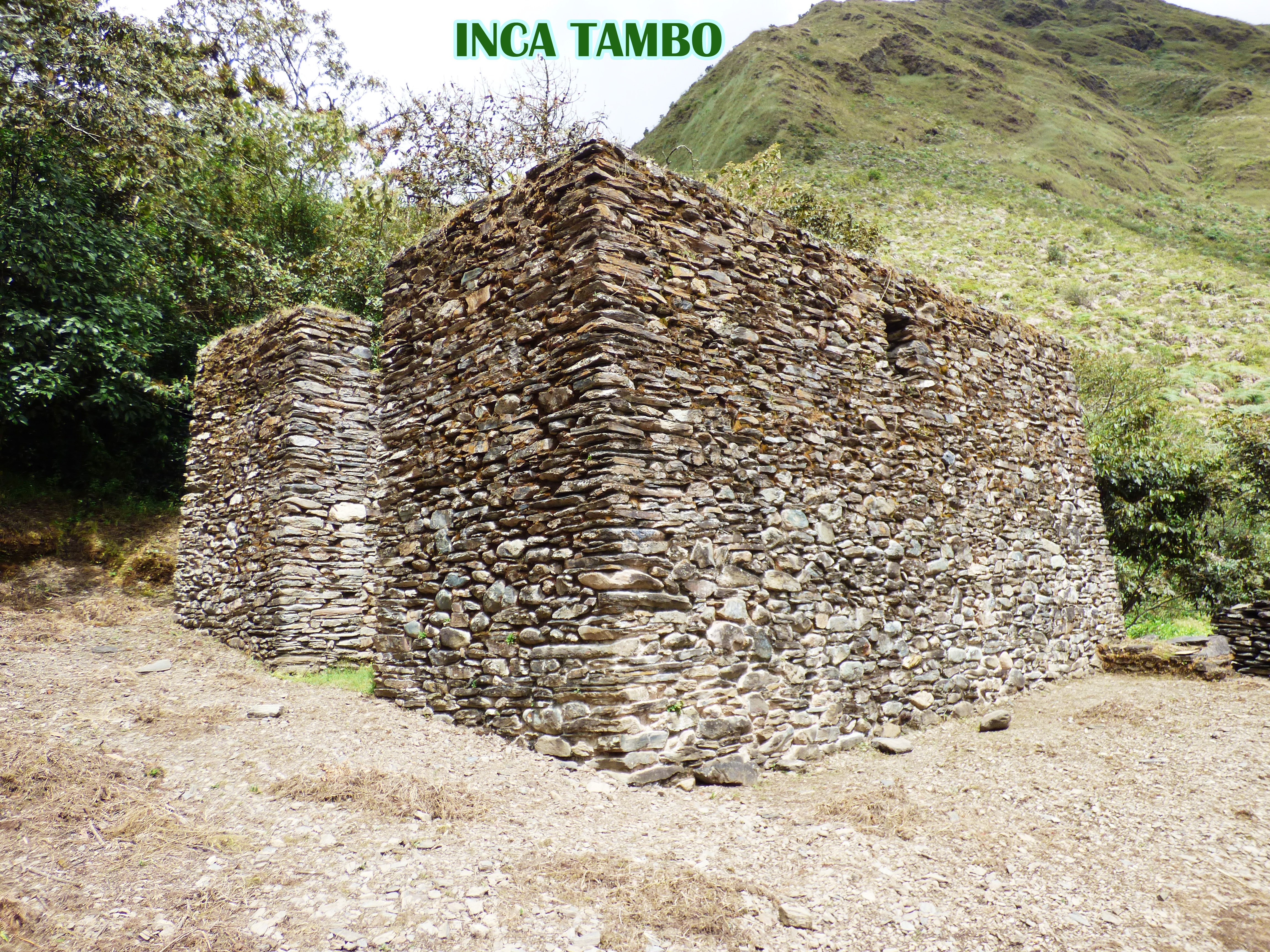
Sitio Arqueológico de Inca Tambo

### Panticalle
Se encuentra a 3 881 m s. n. m., esta población en la actualidad mantienen sus costumbres y su vestimenta, donde los visitantes nacionales y extranjeros pueden adquirir la exquisita y agradable trucha frita acompañada de la riquísima papa orgánica que hace que los consumidores saboreen de este plato típico.

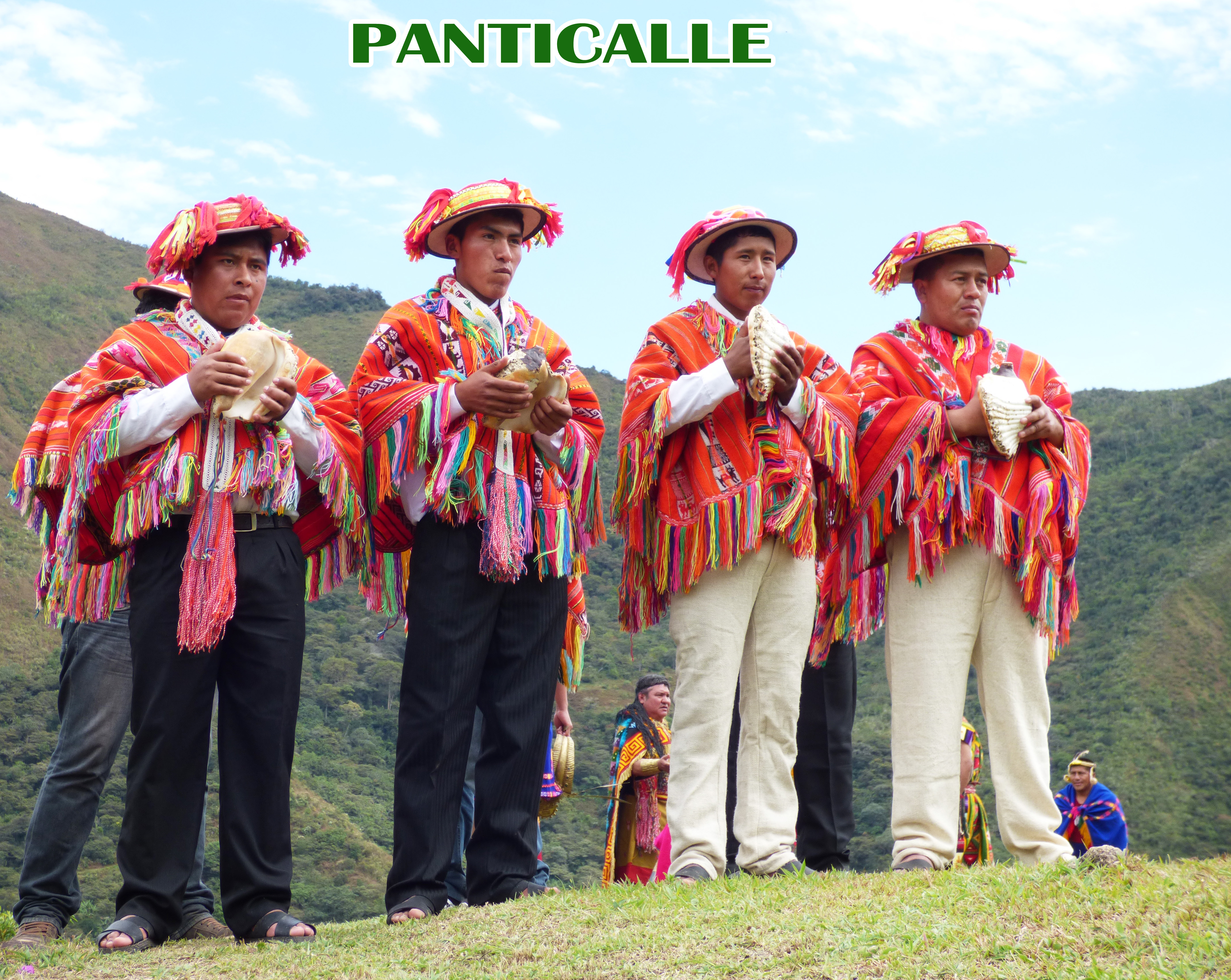
Comunidad panticalle

### Inca Cárcel
Al sur oeste, y a 29 km de Huyro; a una altitud de 2,326 m s. n. m. El material utilizado para la construcción es de Esquisto en forma de lajas, cuya característica es de la cultura Chachapoyas.

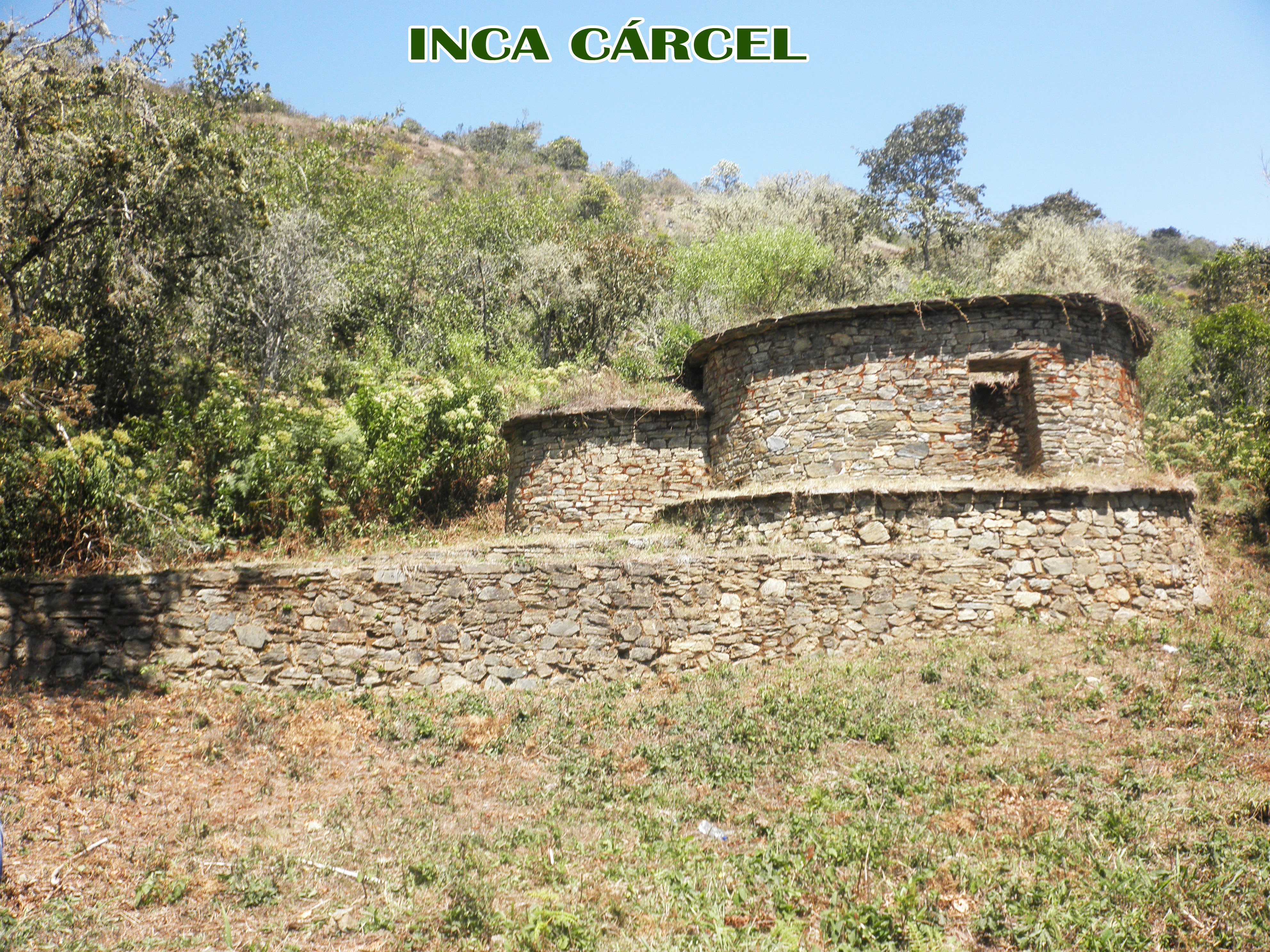
Sitio Arqueológico de Inca Cárcel

### Catarata del Oso
Caída del agua de una altura de 75 metros, ubicada en el sector de Sicre, al cual se llega vía carretera, para proseguir con una caminata que dura aproximadamente de 35 minutos, el nombre de esta hermosa catarata se debe, porque en dicho sector es un hábitat de los osos de anteojos.

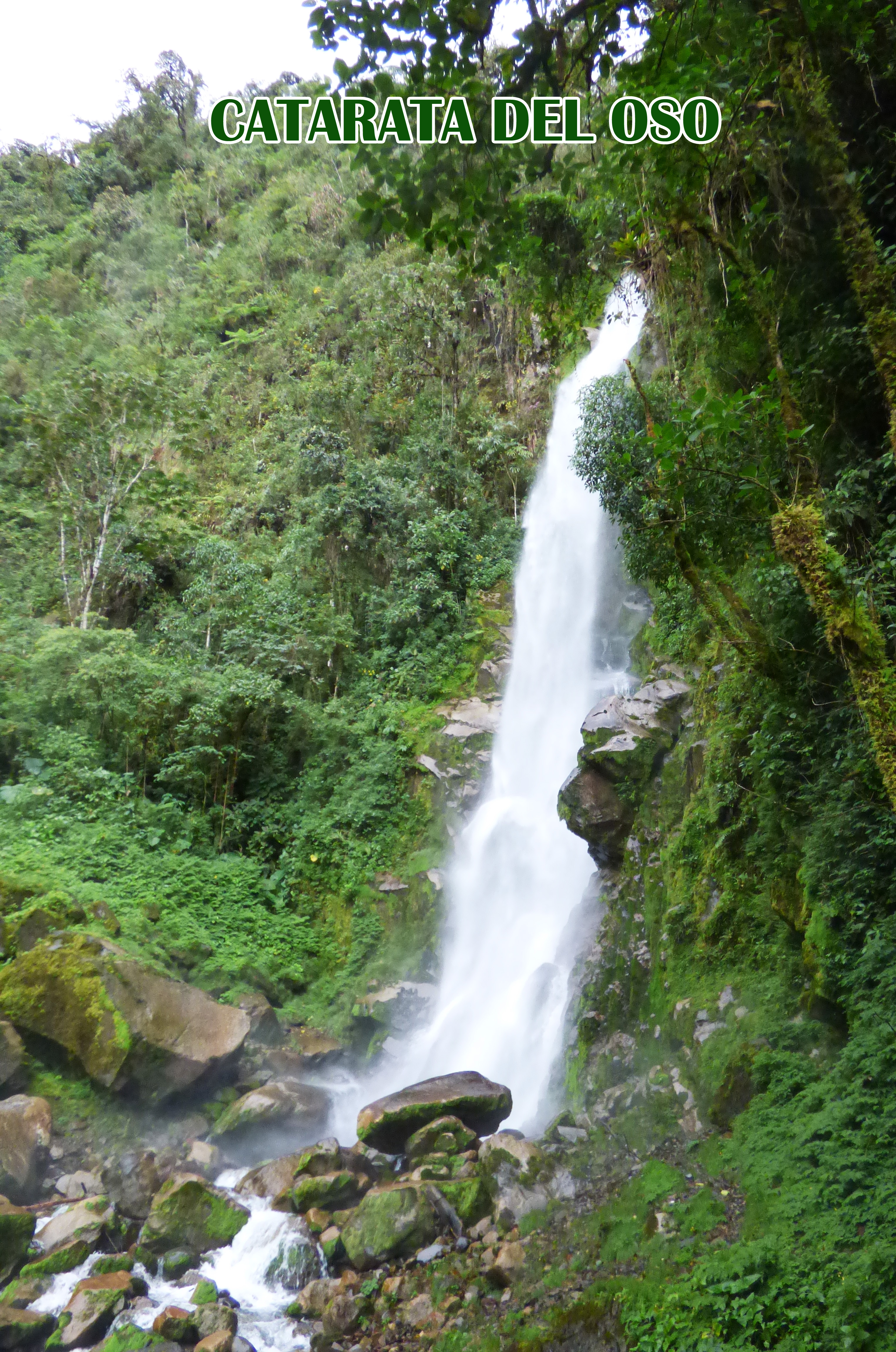
Catarata del Oso

### Abra Málaga
Se trata de 1053 has de extraordinaria biodiversidad, desde Málaga chico hasta el río San Luis,
un territorio de relieve accidentado que se extiende desde los 4400 m s. n. m. al pie del nevado “Verónica”, hasta los 2200 m s. n. m. en pleno “bosque nublado”. Aquí se pueden observar especies como: el Churrete Andino, el Cóndor, el oso de antejos, venado enano, etc

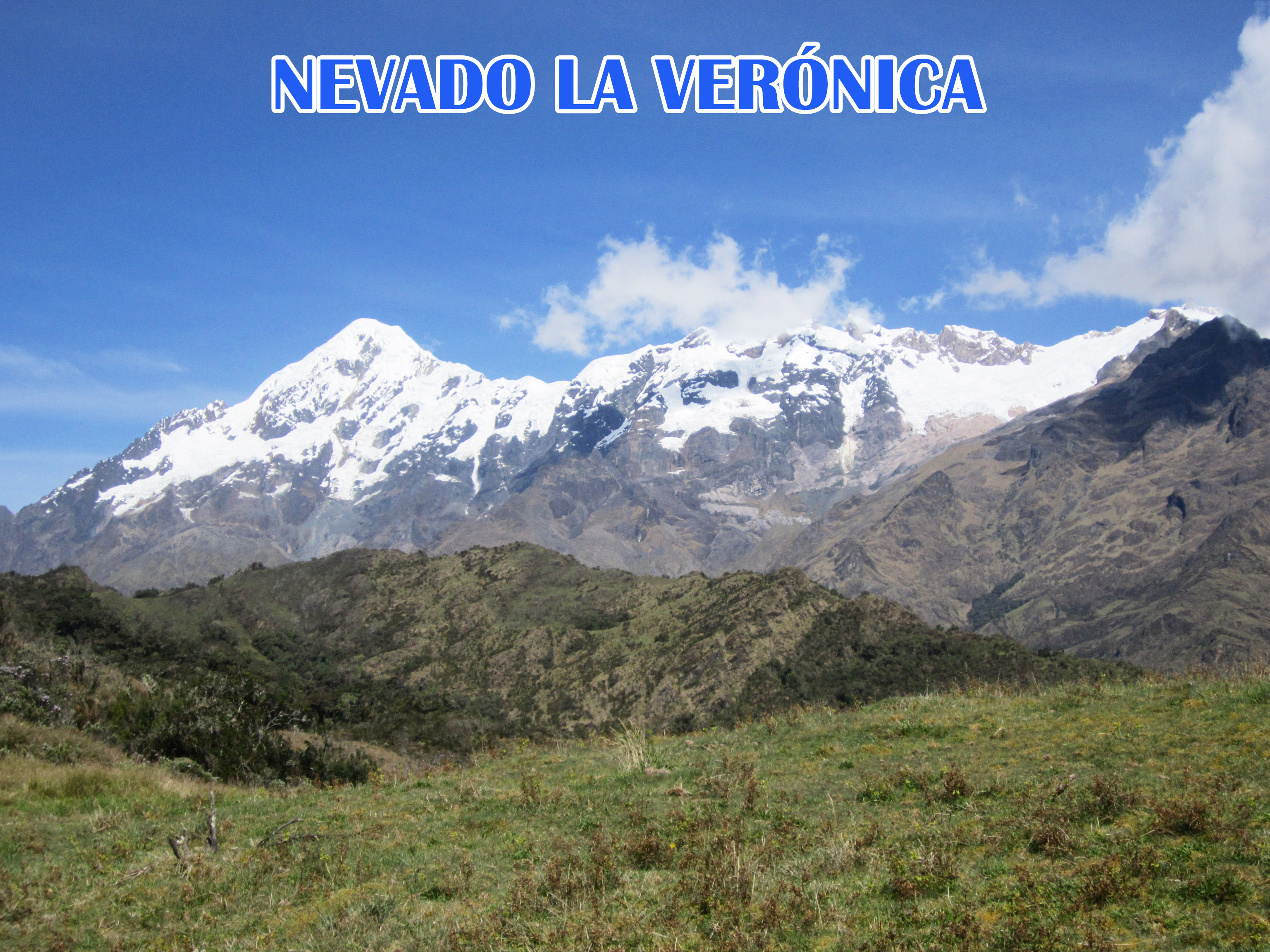
Nevado de la Veronica